# 拉普拉塔国立大学
拉普拉塔国立大学（西班牙語：Universidad Nacional de La Plata，縮寫：UNLP）是阿根廷最重要的国立大学之一，也是布宜诺斯艾利斯首府拉普拉塔市最大的大学。
毕业于拉普拉塔国立大学的阿根廷作家埃内斯托·萨瓦托、物理学家马里奥·邦格都对该校作出了很高的评价。
在20世纪三四十年代，拉普拉塔国立大学是阿根廷唯一一所有自己的实验室的大学。